# Trèves (Gard)
 Trèves  es una población y comuna francesa, situada en la región de Languedoc-Rosellón, departamento de Gard, en el distrito de Le Vigan. Es el chef-lieu de cantón más pequeño del departamento.

## Demografía
| 169 | 151 | 139 | 129 | 120 | 119 |
| Para los censos de 1962 a 1999 la población legal corresponde a la población sin duplicidades (Fuente: INSEE [Consultar]) |     |     |     |     |     |